# Love So Soft
"Love So Soft" é uma canção da cantora norte-americana Kelly Clarkson, gravada para o seu oitavo álbum de estúdio Meaning of Life. O seu lançamento ocorreu a 7 de setembro de 2017, através da Atlantic Records, servindo como primeiro single do disco. O tema foi nomeado para a categoria Best Pop Solo Performance na 60.ª cerimónia dos Grammy Awards.

## Faixas e formatos
| Descarga digital |                |         |  |
| N.º              | Título         | Duração |  |
| 1.               | "Love So Soft" | 3:42    |  |

## Créditos
A canção apresenta os seguintes créditos:
- Kelly Clarkson – vocais;
- Maureen "Mozella" McDonald – composição, produção de voz, vocais de apoio;
- Priscilla Renea  – composição, produção de voz, vocais de apoio;
- Jesse Shatkin – composição, produção, engenharia de áudio, baixo, programação de bateria, bateria, guitarra, programação;
- Nicole Hurst – vocais de apoio;
- Bridget Sarai – vocais de apoio;
- Samuel Dent –  engenharia de áudio;
- Michael Harris – engenharia de áudio;
- Chris Cerullo – assistente de engenharia;
- Iain Findlay – assistente de engenharia;
- Todd Tidwell – assistente de engenharia;
- Gary Bias – saxofone tenor;
- Raymond Brown – maestro;
- JoAnn Tominaga – maestro;
- Bobby Burns – trompete;
- Sean Erick – trompete, fliscorne;
- Chuck Findley – trompete;
- Sean Kantrowitz – guitarra;
- Gabriel Noel – baixo;
- Buddy Ross – órgão;
- Leon Silva – saxofone barítono, saxofone tenor;
- Verdine White – baixo;
- Kevin Williams Jr. – trombone, tuba;
- Reggie Young – trombone.

## Desempenho comercial

### Posições nas tabelas musicais
| Tabela musical (2017)                         | Melhor posição |
| --------------------------------------------- | -------------- |
| Austrália - ARIA Singles Chart                | 88             |
| Canadá - Canadian Hot 100                     | 73             |
| Canadá - Canada AC                            | 10             |
| Canadá - Canada CHR/Top 40                    | 35             |
| Escócia - Scottish Singles Chart              | 49             |
| Estados Unidos - Billboard Hot 100            | 47             |
| Estados Unidos - Billboard Adult Contemporary | 15             |
| Estados Unidos - Billboard Dance Club Songs   | 1              |
| Estados Unidos - Billboard Pop Songs          | 21             |
| Nova Zelândia - NZ Heatseekers                | 3              |
| Polónia - Polish Airplay Top 100              | 31             |
| Reino Unido - UK Singles Chart                | 81             |
| Chéquia - Rádio - Top 100                     | 63             |
| Venezuela - Top Anglo                         | 17             |

### Certificações
| País           | Provedor     | Certificação |
| -------------- | ------------ | ------------ |
| Canadá         | Music Canada | Ouro         |
| Estados Unidos | RIAA         | Ouro         |